# Brand New Day
Brand New Day är ett album av den brittiske musikern Sting, utgivet i september 1999.
Den algeriske sångaren Cheb Mami medverkade på "Desert Rose", som blev en singelhit i både USA och i Europa. Med albumet vann Sting två Grammy (för Best Pop Album och Best Male Pop Vocal Performance). Albumet var det första att spelas in i Stings nyköpta hus Villa Il Palagio i Toscana, och var det första att bli producerad tillsammans med keyboardisten Kipper.
Världsturnén nådde Sverige för två spelningar år 2000; 3 mars på Scandinavium och Globen den 4 mars.

## Låtlista
Samtliga låtar skrivna av Sting, om inte annat anges.
1. "A Thousand Years" (Kipper/Sting) - 5:57
2. "Desert Rose" - 4:45
3. "Big Lie Small World" - 5:05
4. "After the Rain Has Fallen" - 5:03
5. "Perfect Love... Gone Wrong" - 5:24
6. "Tomorrow We'll See" - 4:47
7. "Prelude to the End of the Game" - 0:20
8. "Fill Her Up" - 5:38
9. "Ghost Story" - 5:29
10. "Brand New Day" - 6:19